# Musa Geshaev
Musa Bautdinovich Geshaev ( en checheno: Муса Баутдинович Гешаев) (20 de agosto de 1940; Grozni, Chechenia - 7 de marzo de 2014, Moscú, Rusia) fue un poeta, crítico literario, compositor e historiador checheno que escribió extensamente sobre la cultura de los pueblos checheno e ingusetio. 

## Biografía
Musa Geshaev nació en Grozny, de padres chechenos, el 20 de agosto de 1940. Antes de su cuarto cumpleaños, fue deportado junto con su familia a Kazajistán como resultado de las deportaciones forzadas de Chechenia e Ingush a Asia Central el 23 de febrero de 1944. Pasó su infancia en el pueblo de Meadow, en la provincia de Zhambyl, en Kazajistán, y como estudiante comenzó a escribir poemas e historias. En tercer grado, había declarado su intención de convertirse en escritor.
Después de graduarse de la escuela secundaria, asistió al Instituto Estatal de Teatro, Música y Cine de Leningrado (ahora Academia Estatal de Artes Escénicas de San Petersburgo) de 1960 a 1965. Regresó a Grozny para servir como inspector senior en el Ministerio de Cultura checheno-ingusetio, y de 1967 a 1968 se desempeñó como director de la Cámara del Movimiento de Cultura Folclórica, en virtud del cual creó representaciones artísticas que participaron en concursos regionales en toda la Unión Soviética.
De 1967 a 1978 dirigió la famosa compañía de danza "Vaynah", y bajo su liderazgo, el grupo fue reconocido como uno de los mejores de la URSS. En 1979 fue nombrado subdirector de la sociedad filarmónica regional, y de 1986 a 1993 se desempeñó como director de la asociación pública "Estrada".
Desde finales de la década de 1980, fue un prolífico escritor de poesía, y muchos de sus poemas se han convertido en canciones que se tocan en salas de conciertos y en televisión y radio. El bardo checheno Imam Alimsultanov cantó varios de los poemas de Geshaev. 
Según informes, las copias de su libro, Famosos chechenos, fueron detenidas en las oficinas de aduanas rusas, aunque Geshaev dijo en una entrevista que el tema era sobre héroes chechenos a lo largo de la historia rusa y soviética, no sobre rebeldes chechenos.